# Roy Ashburn
Roy Arthur Ashburn (sinh ngày 21 tháng 3 năm 1954) là một chính khách người Mỹ đến từ Quận Kern, California. Là người Cộng hòa, ông từng là Thượng nghị sĩ bang California từ năm 2002 đến 2010 đại diện cho quận 18. Trước đây ông đã phục vụ ba nhiệm kỳ tại Hạ viện California, đại diện cho quận 32 và 12 năm trong Hội đồng giám sát quận Kern. Ông phục vụ trong Hội đồng Khiếu nại Bảo hiểm Thất nghiệp California từ năm 2011 đến tháng 2 năm 2015, sau khi được Thống đốc Arnold Schwarzenegger bổ nhiệm.
Mặc dù ông đã duy trì một hồ sơ bỏ phiếu chắc chắn chống lại luật về quyền của người đồng tính, Ashburn thừa nhận rằng ông là người đồng tính vào tháng 3 năm 2010, và sau khi công khai, ông ngày càng lên tiếng về quyền của người đồng tính.

## Tuổi thơ
Sinh ra ở Long Beach, California, Ashburn nhận bằng cử nhân Hành chính công tại Đại học bang California, Bakersfield năm 1983 và theo học trường Cao đẳng Sequoias ở Visalia. Tôn giáo của ông là Công giáo, được liệt kê trong tiểu sử của ông được in bởi Đại học bang California, tại Bakersfield (Cal State / CSU-Bakersfield). Ashburn là người cha đã ly dị của bốn cô con gái, Shelley, Shannon, Stacy và Suzana. Ông cũng có hai cháu.